# Corny, Eure
 Corny  là một xã thuộc tỉnh Eure trong vùng Normandie miền bắc nước Pháp.